# Orientale de Bonis
Pour l’article homonyme, voir Orientale.
L'Orientale, sous-titrée valse pour piano, op. 32, est une œuvre de la compositrice Mel Bonis, datant de 1898.

## Composition
Mel Bonis compose son Orientale pour piano en 1898. L'œuvre est dédiée « à Mme Jeanne Lobstein ». Elle est publiée en 1898 par les éditions Leduc, puis est rééditée en 2014 par les éditions Furore.

## Analyse
L'Orientale fait partie de ces pièces pour piano dont la compositrice est friande, et qui font partie du genre de la valse. L'écriture de Mel Bonis y est élégante et garde une distinction caractéristique tout en restant accessible à un vaste public. Elle se trouve proche des Valses-Caprices de Gabriel Fauré ou de La Plus que lente de Claude Debussy.

## Discographie
- Bonis: Le diamant noir (Danses), Laurent Martin (piano), Ligia, 2016.
- Le diamant noir, par Laurent Martin (piano), Ligia Digital, 2016

## Sources
- Étienne Jardin, Mel Bonis (1858-1937) : parcours d'une compositrice de la Belle Époque, 2020 (ISBN 978-2-330-13313-9 et 2-330-13313-8, OCLC 1153996478, lire en ligne)